# Kelly Youga
Kelly Youga (né le 22 septembre 1985 à Bangui en République centrafricaine) est un footballeur centrafricain ayant joué pour des équipes d'Angleterre.
Il est le grand frère d'Amos Youga, qui a joué au Havre AC, et l'oncle de Willem Geubbels.

## Biographie

### Parcours en club
Né à Bangui en République centrafricaine, il commence sa carrière junior avec le centre de formation du club français de l'Olympique lyonnais et du Charlton Athletic. Il joue ensuite quelques matchs avec Bristol City, Bradford City et Scunthorpe United, avant de s'imposer à Charlton.
Le 13 novembre 2012, il signe pour deux mois en faveur d'Ipswich Town.

### Parcours en sélection
Il est appelé par le sélectionneur Jules Accorsi dans la sélection de République centrafricaine pour le premier match de qualification à la Coupe du monde 2014 contre le Botswana le 2 juin 2012.

## Statistiques de carrière
| Saison                | Club                  | Championnat           | Championnat | Championnat | Coupe nationale | Coupe nationale | Coupe de la Ligue | Coupe de la Ligue | Centrafrique | Centrafrique | Total | Total |
| Saison                | Club                  | Division              | M.          | B.          | M.              | B.              | M.                | B.                | M.           | B.           | M.    | B.    |
| 2005 - 2006           | Charlton Athletic     | Premier League        | 0           | 0           | 0               | 0               | 0                 | 0                 | -            | -            | 0     | 0     |
| 2005 - 2006           | Bristol City          | League One            | 4           | 0           | 1               | 0               | 0                 | 0                 | -            | -            | 5     | 0     |
| 2006 - 2007           | Charlton Athletic     | Premier League        | 0           | 0           | 0               | 0               | 0                 | 0                 | -            | -            | 0     | 0     |
| 2006 - 2007           | Bradford City         | League One            | 11          | 0           | 0               | 0               | 0                 | 0                 | -            | -            | 11    | 0     |
| 2007 - 2008           | Scunthorpe United     | Championship          | 19          | 1           | 0               | 0               | 1                 | 0                 | -            | -            | 20    | 1     |
| 2007 - 2008           | Charlton Athletic     | Championship          | 11          | 0           | 2               | 0               | 0                 | 0                 | -            | -            | 13    | 0     |
| 2008 - 2009           | Charlton Athletic     | Championship          | 33          | 1           | 2               | 0               | 1                 | 0                 | -            | -            | 36    | 1     |
| 2009 - 2010           | Charlton Athletic     | League One            | 18          | 0           | 1               | 0               | 1                 | 0                 | -            | -            | 20    | 0     |
| 2010 - 2011           | Charlton Athletic     | League One            | 0           | 0           | 0               | 0               | 0                 | 0                 | -            | -            | 0     | 0     |
| 2011 - 2012           | Yeovil Town           | League One            | 1           | 0           | 0               | 0               | 0                 | 0                 | 2            | 0            | 3     | 0     |
| Total sur la carrière | Total sur la carrière | Total sur la carrière | 97          | 2           | 6               | 0               | 3                 | 0                 | 2            | 0            | 108   | 2     |